# 1516 Henry
1516 Henry è un asteroide della fascia principale del diametro medio di circa 19,92 km. Scoperto nel 1938, presenta un'orbita caratterizzata da un semiasse maggiore pari a 2,6210102 au e da un'eccentricità di 0,1861009, inclinata di 8,74964° rispetto all'eclittica.
L'asteroide è dedicato ai fratelli astronomi francesi Paul-Pierre e Prosper-Mathieu Henry.